# Kerteszmyia ecuadora
Kerteszmyia ecuadora är en tvåvingeart som beskrevs av Norman E. Woodley 2008. Kerteszmyia ecuadora ingår i släktet Kerteszmyia och familjen vapenflugor. Inga underarter finns listade i Catalogue of Life.